# Menji
Menji ist ein Ort (französisch: village) in der Gemeinde Fontem im Département Lebialem der Region Sud-Ouest in Kamerun. Der Ort ist sowohl Hauptort seiner Gemeinde als auch seines Bezirks.
Der Ort liegt auf dem westlichen Ausläufer der Bamenda-Berge, der den westlichen Rand des Manengubahochlandes bildet. In der Nähe des Ortes fällt das Hochplateau um 1500 bis 2000 m ab, sodass Teile der Gemeinde, unter anderem auch der Ort Fontem, auf lediglich 900 m über Meereshöhe liegen.

## Bevölkerung
Die Bewohner der Gegend sind die Bangwa, eine Untergruppe der Bamileke. 
2005 hatte die Gemeinde Fontem 39607 Einwohner, Menji selbst (auch: Menji Town) hatte 7023 Einwohner.